# الضرائب في اليمن
تفرض الضرائب في اليمن على الدخل الفردي وللشركات. القانون المطبق حالياً بدأ في عام 2001. والجهة التي تجمع الضرائب في اليمن هي مصلحة الضرائب اليمنية.

## قانون الضريبة العامة على المبيعات
القانون رقم (19 ) لسنة 2001

## فرض الضريبة
تفرض الضريبة على :-
1. قيمة مبيعات السلع والخدمات الخاضعة للضريبة في الجمهورية التي يقوم بها المكلف من خلال مزاولته نشاطاً تجارياً وذلك في الوقت الذي تتم فيه عملية البيع.
2. قيمة كل الواردات من السلع والخدمات الخاضعة للضريبة وقت الاستيراد.

## احتساب سعر الضريبة
1. تحتسب الضريبة بنسبة عامة (5%) خمسة في المائة من قيمة مبيعات السلع أو الخدمات (المحلية والمستوردة).[1]
2. تحتسب الضريبة بمعدل (صفر في المائة) على السلع والخدمات الواردة في الجدول رقم (2) المرفق بهذا القانون.

## استحقاق الضريبة
1. تستحق الضريبة على بيع السلع والخدمات الخاضعة للضريبة بتحقق واقعة بيع السلعة أو أداء الخدمة في أي شكل من أشكاله وفقاً لأحكام هذا القانون.
2. تستحق الضريبة على بيع السلع المستوردة في مرحلة الإفراج عنها من الجمارك (التخليص عليها جمركياً) بتحقق الواقعة المنشئة للضريبة الجمركية في زمن تسجيل البيان الجمركي وتحصل بنفس طريقة تحصيل الرسوم الجمركية وتورد إلى حساب المصلحة ، وتطبق بشأنها القواعد المتعلقة بالأنظمة الجمركية الخاصة المنصوص عليها في قانون الجمارك وذلك فيما لم يرد به نص خاص في هذا القانون.
3. تستحق الضريبة كذلك على ما يستورد من سلع أو خدمات خاضعة للضريبة بمقتضى القانون من المناطق والمدن والأسواق الحرة إلى السوق المحلي.

## السلع والخدمات الخاضعة للضريبة
1. تكون القيمة الواجب الإقرار عنها والتي تتخذ أساساً لربط الضريبة بالنسبة للسلع والخدمات الخاضعة للضريبة هي القيمة الحقيقية الثابتة بفاتورة البيع والتي تمثل سعر البيع الفعلي للسلعة أو السعر المدفوع فعلاً مقابل الخدمة وللمصلحة في سبيل التحقق من ذلك السعر أن تطلب من البائع أو مؤدي الخدمة أن يقدم لها العقود وغيرها من الوثائق المتعلقة ببيع السلعة أو أداء الخدمة.
2. في حالة قيام الشخص المسجل ببيع السلعة الخاضعة للضريبة عبر أي قنوات وسيطة أو أي شخص يرتبط معه بعلاقة تكون القيمة المتخذة أساساً لربط الضريبة هي القيمة الحقيقية الثابتة بفاتورة البيع وبما لا يقل عن سعر البيع الفعلي للسلعة السائد في السوق لتاجر الجملة.

## طالع أيضًا
- اقتصاد اليمن .